# Krokella bella
Krokella bella är en stekelart som beskrevs av Huber 1993. Krokella bella ingår i släktet Krokella och familjen dvärgsteklar.
Artens utbredningsområde är Costa Rica. Inga underarter finns listade i Catalogue of Life.